# Bergstachler
Der Bergstachler (Coendou rufescens, Syn.: Echinoprocta rufescens), oder auch Berg-Baumstachler, erreicht eine Kopf-Rumpf-Länge von 46 und eine Schwanzlänge von nur 10 cm. Seine Krallen sind sehr scharf und somit sehr gut zum Klettern geeignet. Seine Stacheln sind etwa 10 cm lang, am kräftigsten sind sie am Körperende. 

## Verbreitung
Als Heimat dienen die Andenhänge in einer Höhe von 600 bis 1200 m in Südamerika.
Der Bergstachler wird von der Weltnaturschutzunion IUCN in der Roten Liste gefährdeter Arten auf Grund seines weiten Verbreitungsgebietes, des angenommenen großen Bestandes und des Vorkommens in Schutzgebieten als nicht gefährdet (Least Concern) geführt.

## Lebensweise
Er ist nachtaktiv und versteckt sich tagsüber. Nachts hält er sich fast nur in den Baumwipfeln auf, wo er auch seine rein vegetarische Nahrung findet.